# ハナサキガニ

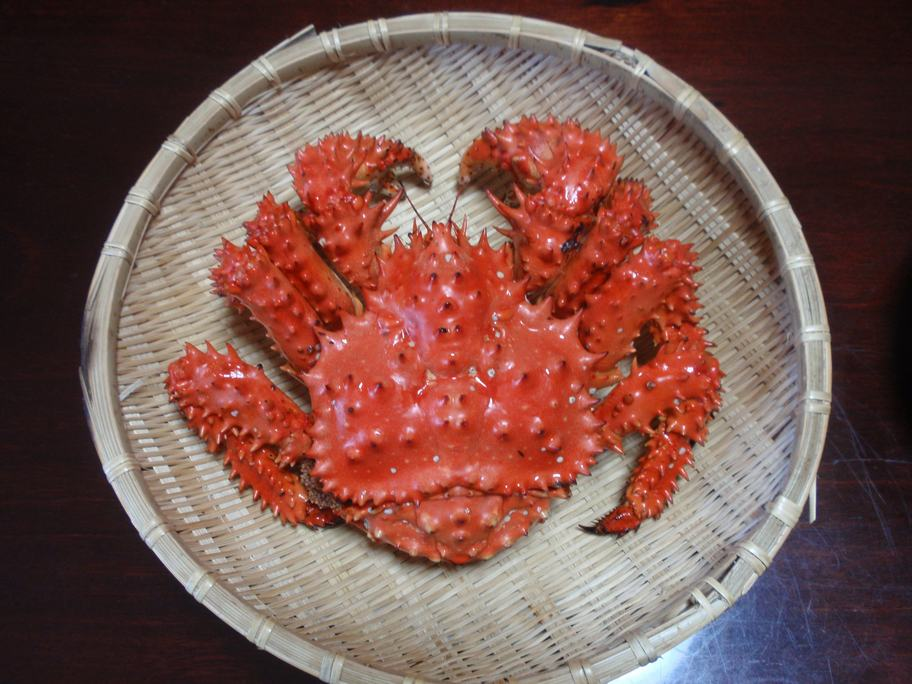
茹でたハナサキガニ

ハナサキガニ（花咲蟹、Paralithodes brevipes）は、十脚目（エビ目）・ヤドカリ下目・タラバガニ科に分類される甲殻類の一種。タラバガニの近縁種で食用に漁獲される。名前に「カニ」とあるが、ヤドカリの仲間に分類される。
甲幅・甲長とも15cmほどで、甲殻類としては大型だがタラバガニほどではない。甲は後部中央が少しへこんだハート型をしている。また、タラバガニよりも体のとげが長く、脚は太く短い。
和名の「ハナサキ」は、漁獲地となっている根室の地名「花咲」に由来するとする説が有力であるが、茹でたときに赤くなって花が咲いたように見えることからとする説もある。また、昆布の生えている海域に生息することから、コンブガニの別名もある。

## 分布
分布範囲はベーリング海からオホーツク海沿岸、サハリン、千島列島、北海道東部の納沙布岬から襟裳岬付近の太平洋側と、根室半島のオホーツク海側に分布する。漁獲の中心は納沙布岬周辺海域が中心となる。近縁のタラバガニ (P.camtschaticus) やアブラガニ (P.platypus) に比べると狭く、分布する水深も200m程度までと浅い。

## 生態
4月下旬から7月に産卵を行い、1年間の抱卵の後に放出される。幼生の孵化は3月下旬から4月中旬で、6月にメガロパ幼生となり、7月を過ぎた頃に第一齢稚ガニ（2.2mm程度）となって着底し、1年後に10mm程度、2年後に20mm程度に成長する。孵化から3年程度は、潮位変化によって露出する潮間帯域に生息し、潮だまりなどで見ることもある。その後は、水深50mから200m程度の海域に移動すると考えられ、メスは孵化後6年（19齢期）で成熟する。採集した個体の調査から、動物質の餌ではなく主にナガコンブ、サンゴモ科のピリヒバを食べていると考えられる。

## 利用

### 漁獲と放流
タラバガニやアブラガニと同様に重要な食用種で、沿岸域では盛んに漁が行われる。200海里制度導入以前の1977年以前には年間1000トン程度の漁獲高があったが、2000年以降は100トン未満となっている。かつて乱獲による資源減少があったため、1981年から3年間の禁漁が行われ、同時に人工育成種苗（放流用）の開発が行われた。それ以降も、安定的な種苗生産技術の開発が続けられている。
かつては漁期漁法に制限はなく捕獲されていたが、1968年（昭和43年）からは漁獲量制限を行い、10トン以下の漁船によるサンマを餌としたカニ篭漁により捕獲される。漁期は漁協により異なるが、釧路では3月15日から7月31日まで、根室では7月から9月。主要漁場は水深30-50mで漁獲対象となるのは甲長8cmを越えるオスだけであるため、雄雌比に著しい偏りが生じている。結果、安定した繁殖に影響を与えていると考えられる。

### 調理
漁期の関係から、旬は夏から秋。殻が硬くて棘も多いため、殻を剥く際にはキッチンバサミなどの使用が望ましい。カニミソは油分・水分が多く生臭さがあり、通常は食用にされない。大味と評されることもあるが、脚の肉が太く身も多い。ただし油分が多く味が濃厚であることから、大量に食べるには向かないとも言われる。とくに刺身など生で食べる場合には、油分に加えて独特の甘い香気があるので尚更である。塩焼きや塩茹でなどのほか、脚のぶつ切りを味噌汁に入れた「鉄砲汁」なども作られる。